# Henry William Carless Davis
Henry William Carless Davis (13 janvier 1874 - 28 juin 1928) est un historien britannique, rédacteur en chef du Dictionary of National Biography et professeur Regius d'histoire moderne d'Oxford.

## Début de carrière
Davis est né à Ebley, près de Stroud, Gloucestershire, l'aîné des cinq enfants de Henry Frederick Alexander Davis, un avocat, et de sa femme, Jessie Anna. Les enfants sont élevés par leur mère, qui déménage à Weymouth en 1884 pour ouvrir une école pour jeunes enfants, et a suffisamment de succès pour être nommée première directrice de l'école préparatoire du Weymouth College en 1903. Davis fréquente le Weymouth College à partir de 1886 et étudie au Balliol College d'Oxford grâce à une bourse d'histoire de Brackenbury, où il atteint les premières classes de classiques en 1893 et de literae humaniores en 1895 ainsi que l'exposition Jenkiyns. Il est élu fellow du All Souls College d'Oxford, y demeurant de 1895 à 1902 et enseigne à l'University College de Bangor entre 1896 et 1897. Davis remporte le prix Lothian en 1897 et est nommé à un poste de chargé de cours au New College d'Oxford. En 1899, il échange des postes de maitre de conférences et part à Balliol, où à l'expiration de sa bourse All Souls en novembre 1902, il est nommé membre de Balliol.
En 1899, Davis publie Balliol College, un ouvrage de la série College Histories, et en 1900, Charlemagne, dans la série Heroes of the Nations, ainsi que des articles dans l'English Historical Review en 1901. En 1903, il publie l'article The Anarchy of Stephen's Reign dans le même journal, qui présente l'idée que l'utilisation du terme «déchets» dans les Pipe Rolls indique une dévastation beaucoup plus large résultant de l'anarchie qu'on ne le pensait, alimentant la croyance qu'une grande anarchie s'est produite pendant le règne de Stephen, bien que la théorie du «déchet» ait été discréditée plus tard. Son premier livre largement considéré est L'Angleterre sous les Normands et les Angevins, publié en 1905, il devient une autorité standard et atteint une dixième édition imprimée en 1930. C'est, cependant, sa seule contribution substantielle à l'histoire médiévale narrative. En 1911, il écrit le résumé Medieval Europe, dans la série Home University Library, mais à partir de 1905, il se concentre davantage sur le travail éditorial, préparant une édition de la traduction de Benjamin Jowett de l'ouvrage de l'Aristote Politics, une révision de William Stubbs Select Charters et à partir du calendrier des chartes royales, Regesta regum Anglo-Normannorum.
Davis est doyen junior de Balliol de 1906 à 1910, et examinateur à l'école d'histoire moderne entre 1907 et 1909, puis de 1919 à 1921. En 1912, Davis épouse Jennie Rosa, la fille de Walter Lindup, de Bampton Grange dans l'Oxfordshire. En 1913, il prend le poste de chargé de cours Chichele en histoire étrangère et devient conservateur de la Bodleian Library en 1914.

## Années de guerre
La Première Guerre mondiale détourne l'attention de Davis du milieu universitaire, et il aide à la production d'une série de brochures d'Oxford sur la guerre et publie une analyse impartiale, The Political Thought of Heinrich von Treitschke. Au début de 1915, Davis s'installe à Londres et aide à l'organisation de la Trade Clearing House, un organisme parrainé par l'Amirauté et le Board of Trade pour mettre en commun les renseignements sur le commerce commercial recueillis grâce à la censure postale. Lorsque le Trade Clearing House se développe et devient le War Trade Intelligence Department et une partie du ministère du Blocus, sous le ministère des Affaires étrangères, Davis en est le vice-président. Plus tard, il écrit sur le fonctionnement du département dans History of the Blockade, mais laisse le travail inachevé.
Le 7 octobre 1918, Jennie Rosa donne naissance à Ralph Henry Carless Davis, qui devient historien du Moyen Âge.
En décembre 1918, à la fin de la guerre, Davis sert dans la délégation britannique à la Conférence de paix de Paris jusqu'en mars 1919, puis passe quelques semaines en tant que directeur par intérim du Département du commerce outre-mer à l'invitation d'Arthur Steel-Maitland et dans les honneurs du Nouvel An de cette année-là, Davis est nommé Commandeur de l'Ordre de l'Empire britannique.

## Retour à Oxford
En avril 1919, Davis retourne à Oxford et reprend son travail habituel au collège et à l'université. Il prend la direction éditoriale du Dictionary of National Biography, dont le rédacteur précédent, Sidney Lee, a transféré la responsabilité à l'Université d'Oxford en 1917. Les noms à inclure dans le dictionnaire et la liste des contributeurs sont choisis par Davis et son coéditeur JRH Weaver, en consultation avec un comité d'Oxford et des conseillers extérieurs. Le volume dont Davis est responsable est publié en 1927 et couvre de 1911 à la fin de 1921. Davis accepte la chaire d'histoire moderne à l'Université de Manchester en 1921, et il part à Bowdon, passant trois ans et demi à ce poste. Davis est élu conférencier de Ford à Oxford pour 1924–25; son imprimé à titre posthume The Age of Grey and Peel est son sujet de prédilection. Pendant le mandat d'Hilary en 1925, Davis est nommé pour succéder à Sir Charles Firth en tant que professeur Regius d'histoire moderne, faisant de lui un membre de l'Oriel College. Avant la fin de l'année, Davis est élu membre honoraire de Balliol et membre de la British Academy.
En plus de ses fonctions à Oxford, Davis prend un poste au sein du comité d'assurance-chômage sous la direction de son compatriote Balliol, Robert Younger, baron Blanesburgh, et en 1927, il se rend à Genève en tant que représentant britannique au sein d'un comité mis en place par l'Organisation internationale du travail pour enquêter et faire un rapport sur la législation des usines en Europe. Alors qu'il est à Édimbourg pour les examens de l'Université d'Édimbourg, Davis meurt d'une pneumonie après quelques jours de maladie, au 19 Great King Street. Son corps est enterré au cimetière de Wolvercote, à Oxford.

## Travaux
- Balliol College ' (Londres: FE Robinson and Company, 1899)
- Charlemagne (Charles le Grand): Le héros des deux nations (Londres: GP Putnam's Sons, 1900)
- L'anarchie du règne de Stephen (English Historical Review, 1903)
- England Under the Normans and Angevins, 1066-1272 (Londres: Methuen and Company, 1905; 10e éd. 1930)
- Europe médiévale (Londres: Williams et Norgate, 1911)
- La pensée politique de Heinrich von Treitschke (Londres: Constable and Company, 1914)
- Ernest Barker, HW Carless Davis, CRL Fletcher, Arthur Hassall, LG Wickham Legg, F. Morgan, Why We Are at War: Great Britain's Case, par des membres de la faculté d'histoire moderne d' Oxford (Oxford: Clarendon Press, 1914)